# Mont Saint-Quentin (Somme)
Der Mont Saint-Quentin im Département Somme in der Picardie überragt den nordfranzösischen Küstenfluss Somme und liegt etwa 1,5 km nördlich des Stadtzentrums von Péronne. Er ist Namensgeber der Gemeinde Mont-Saint-Quentin, die 1962 mit der Gemeinde Péronne zusammengelegt wurde.
Der Hügel ist etwa 100 m hoch, aber da er in der Nähe einer Flussschleife liegt, beherrscht er die Umgebung und ist von strategischer Bedeutung. Im Ersten Weltkrieg war er ein Schlüsselpunkt der deutschen Verteidigung der Somme-Linie und stellte die letzte deutsche Bastion dar. Seine Lage machte ihn zu einem idealen Beobachtungspunkt und strategisch gesehen sicherte die Verteidigung des Hügels die nördlichen und westlichen Zufahrtswege zur Stadt Péronne. Er war vom 31. August bis zum 2. September 1918 Schauplatz der Schlacht um den Mont Saint-Quentin, die Teil der Hunderttageoffensive war, auf die die Durchbrechung der Hindenburg-Linie folgte, die zur deutschen Kapitulation am 11. November des folgenden Jahres führte.

## Ehemalige Abtei Mont-Saint-Quentin
Die Abtei Mont-Saint-Quentin wurde von Chlodwig II. und dank der Zuwendungen des Hausmeiers Erchinoald im Jahr 660 gegründet. Sie wurde dem Heiligen Quentin geweiht. Ultain, der Bruder von Fursa von Péronne, war ihr erster Abt. Die Benediktinerabtei wurde mehrmals zerstört. Sie wurde 1622 von den Maurinern reformiert. Die Abtei wurde während der Französischen Revolution aufgelöst. Die Brüder Aimé und Louis Duthoit zeichneten von der Abtei eine Ansicht aus der Vogelperspektive.

## Australisches Kriegsdenkmal am Mount Saint-Quentin
Die 2. Australische Division besitzt ein Kriegerdenkmal an der Straße von Bapaume nach Péronne. Es ist das einzige der fünf Denkmäler der australischen Division, das auf Initiative der Soldaten der Division errichtet wurde. Es wurde am 30. August 1925 von Marschall Foch eingeweiht. Im Jahr 1940 wurde das Denkmal von deutschen Soldaten zerstört. An seiner Stelle wurde 1971 eine Statue von Stanley Hammond errichtet, die einen nachdenklichen, nach unten blickenden australischen Soldaten darstellt.

Die verschiedenen australischen Kriegsdenkmäler auf dem Mont Saint-Quentin
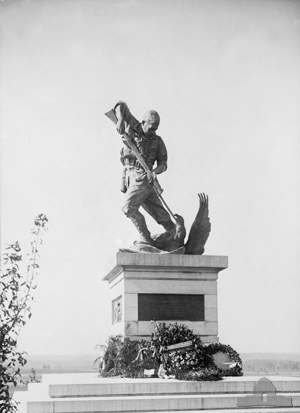
Das 1925 eingeweihte Denkmal, eine Skulptur von Charles Web Gilbert, das einen australischen Soldaten darstellt, der den deutschen Adler niederstreckt, wurde 1940 von den deutschen Besatzern zerstört.
Neues Denkmal, das 1971 errichtet wurde und einen australischen Soldaten mit seinem charakteristischen Hut darstellt.